# Coristoders
Els coristoders (Choristodera) són un ordre de sauròpsids diàpsids semiaqüàtics que es van estendre del Juràssic mitjà, o possiblement del Triàsic superior, almenys fins al Miocè inferior. Se n'han trobat fòssils a Amèrica del Nord, Àsia, i Europa; els més comuns es troben típicament del Cretaci superior a l'Eocè inferior. Les anàlisis cladistiques els ha col·locat entre els diàpsids basales i els arcosauromorfs basals, però la posició filogenètica dels coristoders és encara incerta. També s'ha proposat que representen lepidosauromorfs basals.

## Taxonomia
- Ordre Choristodera
  - Irenosaurus
  - Khurendukhosaurus
  - Pachystropheus
  - Família Cteniogenidae
    - Cteniogenys

  - Família Hyphalosauridae
    - Hyphalosaurus
    - Shokawa

  - Família Monjurosuchidae
    - Monjurosuchus
    - Philydrosaurus
    - Subordre Neochoristodera
    - Família Champsosauridae
      - Champsosaurus
      - Eotomistoma
      - Ikechosaurus

    - Família Simoedosauridae
      - Tchoiria
      - Simoedosaurus